# Lista de episódios de Are We There Yet?
A sitcom Are We There Yet? teve sua estéia ocorrida em 2 de Junho de 2010.
| Temporada | Temporada | Episódios | Estreia                | Final               |
| --------- | --------- | --------- | ---------------------- | ------------------- |
|           | 1         | 10        | 2 de Junho de 2010     | 30 de Junho de 2010 |
|           | 2         | 20        | 5 de Janeiro de 2011   | 4 de Maio de 2011   |
|           | 3         | 56        | 17 de Setembro de 2012 | 1 de Março de 2013  |

## Segunda Temporada: 2011
| Série # | Temporada # | Episódio                            | Diretor   | Escritor        | Lançamento          | Produção |
| --- | ----------- | ----------------------------------- | --------- | --------------- | ------------------- | -------- |
| 1 | 1           | "The Hyphenated Name Episode"       | Ali LeRoi | Ali LeRoi       | 2 de Junho de 2010  | 101      |
| Nick é atormentado por Suzanne que quer manter o sobrenome de seu ex-marido, além de manter o sobrenome dele. |             |                                     |           |                 |                     |          |
| 2 | 2           | "The Credit Check Episode"          | Ali LeRoi | Ali LeRoi       | 2 de Junho de 2010  | 102      |
| Nick quer comprar um carro novo para trabalhar, mas fica um tempo duro de Suzanne sobre seu orçamento apertado. Enquanto isso, Kevin e Martin sabem jogam de vídeo multi-jogador de tênis pela internet. |             |                                     |           |                 |                     |          |
| 3 | 3           | "The Day Off Episode"               | Ali LeRoi | Luisa Leschin   | 9 de Junho de 2010  | 103      |
| Suzanne vive um dia longe de seus deveres profissionais, mas ela parece não saber o que fazer durante seu tempo livre; Nick chega à decisão de que as crianças precisam passar mais tempo com sua mãe, Marilyn (Telma Hopkins).                                                                                      |             |                                     |           |                 |                     |          |
| 4 | 4           | "The Soccer Episode"                | Ali LeRoi | Jason M. Palmer | 9 de Junho de 2010  | 104      |
| Nick tenta um vínculo com Kevin, mas se esforça para compreender exatamente o que seu enteado vê no futebol; Suzanne fica preocupada com Lindsey e decide usar a internet para descobrir mais sobre seu estilo de vida.                                                                                              |             |                                     |           |                 |                     |          |
| 5 | 5           | "The Rat in the House Episode"      | Ali LeRoi | Luisa Leschin   | 16 de Junho de 2010 | 105      |
| Kevin vigia o rato de estimação de um amigo que de repente fica solto dentro de casa, com Nick tentando pegá-lo. Enquanto isso, Suzanne teme que Gigi é uma má influência para Lindsay. |             |                                     |           |                 |                     |          |
| 6 | 6           | "The Booty Episode"                 | Ali LeRoi | Jason M. Palmer | 16 de Junho de 2010 | 106      |
| Nick fica em apuros com Suzanne após deixar de lhe dizer que visitou um restaurante sexualmente sugestivo de pirataria chamado Booty (à la Hooters). Enquanto isso, Lindsey e Kevin pedem a Suzanne explicações. |             |                                     |           |                 |                     |          |
| 7 | 7           | "The Viral Video Episode"           | Ali LeRoi | Adam Lorenzo    | 23 de Junho de 2010 | 107      |
| Um vídeo de Suzanne dançando a música "Baby Got Back" devido Kevin ter deixado sua webcam ligada. Enquanto isso, Lindsey Marilyn ensina como cozinhar fast food. |             |                                     |           |                 |                     |          |
| 8 | 8           | "The Michele Obama Sweater Episode" | Ali LeRoi | Adam Lorenzo    | 23 de Junho de 2010 | 108      |
| Suzanne proíbe Lindsey de usar seu cartão de crédito para comprar um casaco de Michelle Obama. Ela, então, vai pelas das costas e pede a Nick para ajudá-la a conseguir o casaco. Enquanto isso, Kevin e Martin pedem para fingir ser órfãos desfavorecidos, a fim de obter uma roupa autografada de Alex Rodriguez. |             |                                     |           |                 |                     |          |
| 9 | 9           | "The No Nah Nah Episode"            | Ali LeRoi | Ali LeRoi       | 30 de Junho de 2010 | 109      |
| Nick se sente inadequado em fazer amor com Suzanne enquanto as crianças estão na casa. Suzanne assume o comportamento de Nick e diz que este está traindo ela. Enquanto isso, Martin tentará descobrir a idade de sua namorada na adolescência para o futuro.                                                        |             |                                     |           |                 |                     |          |
| 10 | 10          | "The Get Together Episode"          | Ali LeRoi | Ali LeRoi       | 30 de Junho de 2010 | 110      |
| Nick arranja um jeito de se reunir com seus amigos e familiares. Terrence convida uma mulher que conheceu em um banco como reféns de um assalto e Kevin convida seu pai biológico, o ex-marido de Suzana, Frank (Charlie Murphy), sem o conhecimento de todos os outros.                                             |             |                                     |           |                 |                     |          |

| Série # | Temporada # | Episódio                                   | Diretor         | Escritor                            | Lançamento              | Produção |
| --- | ----------- | ------------------------------------------ | --------------- | ----------------------------------- | ----------------------- | -------- |
| 11 | 1           | "The Mr. Himdependent Episode"             | Alfonso Ribeiro | Ali LeRoi                           | 5 de Janeiro de 2011    | 201      |
| Nick arruma um emprego como esportista uma emissora de TV regional do âncora. Em outra parte, o marido de Suzanne ex-empurra a ideia de pagar menos pensão para as crianças, criando tensão no casamento de Suzanne e Nick. Terrence pede a Suzanne e Gigi para planejar uma festa de um amigo solteiro.                                                                                 |             |                                            |                 |                                     |                         |          |
| 12 | 2           | "The We Ain't Going Out Like That Episode" | Ali LeRoi       | Adam Lorenzo                        | 5 de Janeiro de 2011    | 202      |
| Nick e Suzanne se preparam para uma noite especial, mas Nick fica incomodado quando ela planeja todos os detalhes. Enquanto isso, Lindsey e Kevin vasculham uma velha caixa de fitas de vídeo e descobrem a sitcom A Different World (1987-1993). |             |                                            |                 |                                     |                         |          |
| 13 | 3           | "The Oh No She Di-in't Episode"            | Ali LeRoi       | Antonia March e Jacqueline McKinley | 12 de Janeiro de 2011   | 203      |
| Suzanne fica com ciúmes do produtor de Nick muito jovem. Em outra parte, Gigi se apaixona por um homem que tem filhos, então ela pede a Kevin e Lindsey ajudá-la a se relacionar melhor com as crianças. |             |                                            |                 |                                     |                         |          |
| 14 | 4           | "The Nick's Manny-Pedi Episode"            | Ali LeRoi       | Andrew Orenstein                    | 12 de Janeiro de 2011   | 204      |
| Suzanne infiltra na noite de Nick com os meninos, para que ele revida batendo sua escapadela de spa de senhora. |             |                                            |                 |                                     |                         |          |
| 15 | 5           | "The Gold Party Episode"                   | Alfonso Ribeiro | Luisa Leschin                       | 19 de Janeiro de 2011   | 205      |
| Quando Nick suspeita que o anel de casamento de Suzanne é falso, ele sai atrás dela para substituí-lo por um real. Enquanto isso, Suzanne entra em pânico e acredita que perdeu o anel. Marilyn arranja dinheiro para o partido de ouro em casa. |             |                                            |                 |                                     |                         |          |
| 16 | 6           | "The Boy Has Style Episode"                | Ali LeRoi       | Antonia March & Jacqueline McKinley | 19 de Janeiro de 2011   | 206      |
| Lindsey desenvolve uma paixão por um rapaz à moda na escola, mas Suzanne acredita seriamente que ele é gay. Enquanto isso, cômico mix-ups hound Suzanne quando tenta entregar um pacote. |             |                                            |                 |                                     |                         |          |
| 17 | 7           | "The Man and the Bragging Snafu Episode"   | Alfonso Ribeiro | Kenya Barris                        | 26 de Janeiro de 2011   | 207      |
| Nick e Suzanne matriculam seus filhos em uma escola particular, mas logo se tornam desiludidos com o processo de admissão. Enquanto isso, Kevin tem um show de modelagem, mas falta-lhe o comportamento do modelo quando exige mais dinheiro. |             |                                            |                 |                                     |                         |          |
| 18 | 8           | "The Suzanne Theft Auto Episode"           | Alfonso Ribeiro | Adam Lorenzo                        | 26 de Janeiro de 2011   | 204      |
| Suzanne se torna excessivamente consumida com o projeto de ciências de Kevin. Em outra parte, Lindsey revs acima para lições de condução, apenas para surgir como suspeito quando o carro de sua mãe é roubado. |             |                                            |                 |                                     |                         |          |
| 19 | 9           | "The Despicable E Episode"                 | Ali LeRoi       | Lamont Ferrell                      | 2 de Fevereiro de 2011  | 209      |
| Lindsey tem um relacionamento com um famoso jovem DJ, que apenas negligencia o seu corpo. Em parte, Suzanne ensina a Kevin como fazer roupa. |             |                                            |                 |                                     |                         |          |
| 20 | 10          | "The She Got Game Night Episode"           | Alfonso Ribeiro | Regina Y. Hicks                     | 2 de Fevereiro de 2011  | 210      |
| Suzanne organiza uma noite de jogo em casa, mas à noite transforma comicamente arriscado devido a uma aposta entre Nick e Kevin. |             |                                            |                 |                                     |                         |          |
| 21 | 11          | "The Valentine's Day Episode"              | Alfonso Ribeiro | Jacqueline McKinley & Antonia March | 9 de Fevereiro de 2011  | 211      |
| Nick fracassa em seus esforços para ajudar Kevin com o Dia dos Namorados na escola. |             |                                            |                 |                                     |                         |          |
| 22 | 12          | "The Parent Teacher Trap Episode"          | Alfonso Ribeiro | Jason M. Palmer                     | 9 de Fevereiro de 2011  | 212      |
| Suzanne serve em comissão na escola de Kevin, mas as complicações surgem quando seus companheiros membros do sexo feminino desrespeitam ela, mas adoram Nick. |             |                                            |                 |                                     |                         |          |
| 23 | 13          | "The Fall of Troy Episode"                 | Ali LeRoi       | Royale Watkins                      | 16 de Fevereiro de 2011 | 213      |
| Quando Nick e Suzanne enganam sobre os gastos de um cartão de presente, o casal comparece perante um juiz de TV para sair fora a verdade. |             |                                            |                 |                                     |                         |          |
| 24 | 14          | "The Suzanne Gets One-Upped Episode"       | Ali LeRoi       | Royale Watkins                      | 16 de Fevereiro de 2011 | 214      |
| Nick planeja uma lua de mel tardia surpresa para Suzana, mas mantê-lo em segredo por causas complicadas. Em outra parte, Lindsey ajuda Kevin com seu dever de casa. |             |                                            |                 |                                     |                         |          |
| 25 | 15          | "The Take Your Kids to Work Day Episode"   | Alfonso Ribeiro | Arthur Harris                       | 23 de Fevereiro de 2011 | 215      |
| Kevin faz uma descoberta que traz uma realidade pouco surpresa para a casa dos Kingston-Persons. |             |                                            |                 |                                     |                         |          |
| 26 | 16          | "The Whose Card Is It Anyway Episode"      | Ali LeRoi       | Luisa Leschin                       | 23 de Fevereiro de 2011 | 216      |
| Um mal-entendido faz com que Lindsey acredite que pode ter um irmão mais velho secreto. |             |                                            |                 |                                     |                         |          |
| 27 | 17          | "The Fall of Troy Episode"                 | ASD             | ASD                                 | 2 de Março de 2011      | 217      |
| Kevin inicia uma amizade com o seu algoz da escola para evitar uma briga. |             |                                            |                 |                                     |                         |          |
| 28 | 18          | "The Pole Dance Episode"                   | ASD             | ASD                                 | 2 de Março de 2011      | 218      |
| Suzanne faz uma aposta amigável que pede a dança uma das raposas de vídeo na TV. |             |                                            |                 |                                     |                         |          |
| 29 | 19          | "The Disney Episode"                       | ASD             | ASD                                 | 9 de Março de 2011      | 219      |
| Nick surpreendeu a família, dizendo-lhes que estão indo para o Walt Disney World, na Flórida. Suzanne, por outro lado, não dispensou o trabalho com Gigi, então não poderia ir, mas depois foi planejado para fazer o retiro na Disney World. Nick e Martin fizeram torneio de golfe na Disney World com Anthony Anderson para provar que Nick é melhor jogador de golfe do que Anthony. |             |                                            |                 |                                     |                         |          |
| 30 | 20          | "The Salsa Episode"                        | ASD             | ASD                                 | 9 de Março de 2011      | 220      |
| Irritada de que Nick e ela nunca fazem qualquer coisa juntos, Suzanne inscreveu-se para aulas de Salsa, mas fica chateada quando Nick sendo melhor que ela. Enquanto isso, Kevin e Lindsay mostra como conseguir exatamente o que quer. |             |                                            |                 |                                     |                         |          |